# Abrosoma integer
Abrosoma integer är en insektsart som först beskrevs av Ludwig Redtenbacher 1908.  Abrosoma integer ingår i släktet Abrosoma och familjen Aschiphasmatidae. Inga underarter finns listade i Catalogue of Life.